# Semicassis thachi
Semicassis thachi is een slakkensoort uit de familie van de Cassidae. De wetenschappelijke naam van de soort is voor het eerst geldig gepubliceerd in 2006 door Kreipl, Alf & Eggeling.